# Jan Ptáček de Pirkštejn
 (mai 2025).
Pour les articles homonymes, voir Ptáček.
Jan Ptáček de Pirkštejn  ( c. 1388 – 1419) était un noble bohèmien et seigneur de Rataje nad Sázavou et Polná.

## Biographie
Jan est né de Jan Ješek Ptáček de Pirkštejn en 1388, (date supposé car différentes sources déclarent qu'il est devenu majeur en 1406). Il a hérité du nom « Ptáček », ou « Capon», de son père.
Jan était mineur lorsque son père meurt à la fin du 14e siècle. Henri III de Lipá devint alors son tuteur en attendant sa majorité. Hanuš de Lipá, le fils d'Henri, devint le tuteur de Jean et administra ses biens après la mort d'Henri. Ce n'est qu'en 1412 que Jan put pleinement gouverner après que Hanuš reçut l'ordre de partir.
Au début des guerres hussites, Jan suit le commandement de son puissant voisin Petr Konopišťský ze Šternberka (cs) et combat les Hussites lors de la bataille de Živohoště le 4 novembre 1419.
Cependant, après la bataille, Jan a également signé une déclaration de soutien aux Hussites de Prague, mettant ainsi fin à son hostilité envers eux.
Il n'existe aucune preuve de sa participation ultérieure à la guerre, et Petr Konopišťský fut tué plus tard à Prague lors de la bataille de Vyšehrad en 1420.
Jan meurt en 1419 et est enterré dans la crypte familiale de l'église Saint-Matthieu à Rataje nad Sázavou.
Son fils Hynce Ptáček de Pirkštejn lui succède comme seigneur de Rataje et Polná en 1420.

## Dans la culture populaire
Hans Capon, un personnage du jeu vidéo Kingdom Come: Deliverance de 2018, est basé sur Jan Ptáček. Il apparaît également dans la suite de 2025 , Kingdom Come: Deliverance II .